# Lago Oberaar
O Lago Oberaarsee é um lago artificial retido por uma represa localizada no cantão de Berna na Suíça.
Este lago está localizado perto da Passagem de Montanha Grimsel a uma altitude de metros 2303. A sua área é de 1,47 km2 e se estende cerca de 2,8 km. O volume utilizado para a produção de electricidade é de 57 milhões de m3 e sua profundidade máxima é de cerca de 90 metros.